# Веритэ (броненосец)
«Веритэ» (фр. La Vérité)— четвертый и последний в серии французских эскадренных броненосцев типа «Демократи». Броненосец был заложен в апреле 1903 год, спущен на воду 28 мая 1907 года, достройка на плаву закончена в июле 1908 года . Вступил в состав флота спустя два года после революционного британского линкора Дредноут.
«Веритэ» был назначен на Средиземноморский флот. Броненосец с президентом Франции на борту посетил с визитом Россию в 1908 году. В сентябре 1909 корабль совершил поход в Соединенные Штаты. В сентябре 1911 , находясь на якорной стоянке в Тулоне, она была поврежден взрывом, который уничтожил его систершип Либертэ . После начала Первой мировой войны в августе 1914, её назначили во 2-е соединение 2-го подразделения средиземноморского Флота. В начале войны «Жюстис» прикрывал конвои шедшие из Северной Африки во Францию. Во время Первой мировой войны, «Веритэ» блокировал проливы Отранто и Дарданеллы, препятствуя выходу немецких, Австро-венгерских и турецких военных кораблей в Средиземное море. Базировался в Корфу недалеко от побережья Греции, огневого контакта с кораблями противника не имел.
«Веритэ» была продана для разделки на металл в 1922.

## Комментарии
1. ↑  Строго говоря, большинство названий французских кораблей пишется с артиклями, например: «La Gloire»- Слава. В отечественных АИ эти названия принято давать без артиклей.